# La casa de los millones
La casa de los millones es una película de Argentina en blanco y negro dirigida por Luis Bayón Herrera según su propio guion sobre argumento de Oscar Luis Massa que se estrenó el 18 de noviembre de 1942 y que tuvo como protagonistas a Luis Sandrini, Olinda Bozán y Héctor Quintanilla.

## Sinopsis
Una dama malhumorada y millonaria es salvada por uno de sus sirvientes después de que fuera encerrada en el manicomio por sus parientes para apoderarse de su fortuna.

## Reparto
Los protagonistas del filme fueron:
- Luis Sandrini ... Fortunato Rico
- Olinda Bozán ... Doña Fulgencia
- Héctor Quintanilla ... Don Aquiles
- Francisco López Silva ... paciente del manicomio
- María Luisa Notar
- Pedro Pompillo
- Rodolfo Rocha
- Sara Barrié
- Celia Podestá
- Salvador Sinaí
- Ángel Boffa
- Lea Briand
- Francisco Petrocino
- Roberto Bordoni ... Raúl
- Mariana Flor
- María Goicoechea
- Pedro González
- Rosario Granados ... Adelina
- Elena Marcó
- Esperanza Otero
- Mario Fornoni
- Lita Calvo
- Yuki Nambá
- Sarita Rico ... Marina

## Comentarios
Manrupe y Portela escriben que es un clásico de Bozán-Sandrini que recurre a constantes chistes de actualidad y que puede verse todavía y la crónica de El Heraldo del Cinematografista afirmó que: 

”pocas veces una película argentina ha provocado carcajadas tan sostenidas y reiteradas como ésta.”